# テッド・カーソン
テッド・カーソン（Ted Curson、1935年6月3日 - 2012年11月4日）は、アメリカのジャズ・トランペット奏者。
アメリカ・ペンシルヴァニア州フィラデルフィア生まれ。

## 略歴
テッド・カーソンは銀色のトランペットを演奏する新聞のセールスマンを見てトランペットに興味を持った。しかし、カーソンの父親はテッドがルイ・ジョーダンの様なアルト・サックス奏者になった方が好ましいと捉えていた。テッド・カーソンは、10歳の時に初めてラガディ（raggedy）のトランペットを持つことになった 。
テッド・カーソンはグラノフ（Granoff）音楽学校に進んだ。マイルス・デイヴィスの勧めで1956年にニューヨークへ移った。1950年代後半から1960年初頭にセシル・テイラーと共に録音、共演をした。また、チャールズ・ミンガスとも共に録音並びに共演している。アルバム『ドルフィーに捧げる涙』（1964年）の楽曲は、映画『Teorema』（イタリア映画）、『Last Date』（国籍不明）、『The Brown Bunny』（アメリカ映画）で使用された。
ニュージャージー州モントクレアに移住した。フィンランドで有名になり、1966年に始まって以来、毎年、開催されているポリ（Pori）・ジャズ・フェスティバルに毎年、出演している。2007年、タルヤ・ハロネン大統領の招待でフィンランド独立記念日晩餐会で演奏した。
2012年11月4日、心臓発作のために死去。77歳没。

## ディスコグラフィ

### リーダー・アルバム
- 『プレンティ・オブ・ホーン』 - Plenty of Horn (1961年、Old Town)
- 『ファイアー・ダウン・ビロウ』 - Ted Curson Plays Fire Down Below (1963年、Prestige)
- Live at La'Tete De L'Art (1962年、Trans-World)
- 『ドルフィーに捧げる涙』 - Tears for Dolphy (1965年、Fontana)
- 『ザ・ニュー・シング・アンド・ザ・ブルー・シング』 - The New Thing & the Blue Thing (1965年、Atlantic)
- 『アージ』 - Urge (1966年、Fontana)
- Ode to Booker Ervin (1970年、Columbia)
- 『ポップ・ワイン』 - Pop Wine (1971年、Futura)
- Cattin' Curson (1975年、Marge)
- 『ブルー・ピッコロ』 - Blue Piccolo (1976年、Whynot)
- 『ジュビラント・パワー』 - Jubilant Power (1976年、Inner City)
- 『ジャズ・ミーティング』 - Jazz Meeting (1977年、Polydor) ※1973年録音
- 『クイックサンド』 - Quicksand (1977年、Atlantic)
- 『フリップ・トップ』 - Flip Top (1977年、Arista/Freedom)
- 『ファイアーボール』 - Fireball (1979年、Trio)
- 『ブローウィン・アウェイ』 - Blowin' Away (1978年、Interplay) ※with ディジー・リース
- 『ザ・トリオ』 - The Trio (1979年、Interplay)
- 『ミンガスに捧げる』 - I Heard Mingus (1980年、Trio)
- Snake Johnson (1981年、Chiaroscuro)
- 『トラヴェリング・オン』 - Traveling On (1997年、Evidence)

### スピリット・オブ・ライフ・アンサンブル
- Live at Pori Jazz (1997年、Rise Up Productions)
- Collage (1998年、Rise Up Productions)
- Twenty Five (2000年、Rise Up Productions)
- Live Au Duc (2003年、Cristal)
- That Healin' Feelin' (2007年、Rise Up Productions)
- Planet Jazz (2009年、Rise Up Productions)

### 参加アルバム
ビル・バロン
- 『ザ・テナー・スタイリングス』 - The Tenor Stylings of Bill Barron (1961年、Savoy)
- 『モダン・ウィンドウズ』 - Modern Windows (1962年、Savoy)
- 『トランペットの雄豹』 - Now Hear This! (1964年、Audio Fidelity)

チャールズ・ミンガス
- 『ミンガス』 - Mingus (1960年、Candid)
- 『ミンガス・プレゼンツ・ミンガス』 - Charles Mingus Presents Charles Mingus (1960年、Candid)
- 『プリ・バード』 - Pre Bird (1960年、Mercury)
- 『ミンガス・アット・アンティーブ』 - Mingus at Antibes (1976年、Atlantic) ※1960年録音

セシル・テイラー
- 『ラヴ・フォー・セール』 - Love for Sale (1959年、United Artists)
- In Transition (1975年、Blue Note)
- The New Breed (1978年、ABC Impulse!)

その他
- ペッパー・アダムス : 『カリフォルニア・クッキン』 - California Cookin' (1991年、Interplay)
- ラン・ブレイク : Film Noir (1980年、Arista Novus)
- ニック・ブリグノラ : 『バリトン・マッドネス』 - Baritone Madness (1978年、Bee Hive)
- ビル・ディクソン & アーチー・シェップ : 『ビル・ディクソンとアーチー・シェップ』 - Bill Dixon 7-tette/Archie Shepp and the New York Contemporary 5 (1964年、Savoy)
- グラハム・コリアー : Hoarded Dreams (2007年、Cuneiform)
- エリック・ドルフィー : 『キャンディド・ドルフィー』 - Candid, Dolphy (1989年、Candid)
- エリック・ドルフィー : 『アウトワード・バウンド』 - Outward Bound (2011年、Poll Winners)
- ギル・エヴァンス : 『イントゥ・ザ・ホット』 - Into The Hot (1962年、Impulse!)
- アンドリュー・ヒル : 『スパイラル』 - Spiral (1975年、Arista/Freedom)
- カーリン・クローグ : 『ジョイ』 - Joy (2008年、Meantime)
- テオ・マセロ : 『スペシャル・トリビュート・トゥ・ミンガス』 - Impressions of Charles Mingus (1983年、Palo Alto)
- ミシャ・メンゲルベルク & ピエト・ニュードワイク : 『ライヴ・イン・アムステルダム1966』 - Journey (Live In Amsterdam 1966) (2011年、MCN)
- マーク・マーフィー : Living Room (1986年、Muse)
- サル・ニスティコ : Neo/Nistico (1978年、Bee Hive)
- アーチー・シェップ : 『ファイアー・ミュージック』 - Fire Music  (1965年、Impulse!)
- アーチー・シェップ & ビル・ディクソン : 『ザ・ビル・ディクソン＝アーチー・シェップ・クァルテット』 - Quartet (2009年、FreeFactory)
- アンジェイ・トシャコフスキ : Seant (1966年、Polskie Nagrania Muza)